# Rhogeessa alleni
Rhogeessa alleni är en fladdermusart som beskrevs av Thomas 1892. Rhogeessa alleni ingår i släktet Rhogeessa och familjen läderlappar. Inga underarter finns listade i Catalogue of Life. Enligt IUCN ingar arten i släktet Baeodon.
Denna fladdermus blir med svans 81 till 90 mm lång, svanslängden är 34 till 42 mm och vikten varierar mellan 5,8 och 8 g. Djuret har 32 till 34 mm långa underarmar, bakfötter med 6 till 7 mm längd och 14 till 15 mm stora öron. Typisk för arten är en kort päls, svarta öron och en förminskad tredje molar.
Arten förekommer i centrala Mexiko. Den lever i kulliga områden och i bergstrakter mellan 125 och 2000 meter över havet. Habitatet utgörs av lövfällande skogar och buskskogar. Rhogeessa alleni äter främst insekter. Honor som hittades i mars, augusti och november var inte parningsberedda.
Beståndet hotas av landskapsförändringar. Rhogeessa alleni är sällsynt men hela populationen antas vara stabil. IUCN kategoriserar arten globalt som livskraftig.